# How to Dismantle an Atomic Bomb
How to Dismantle an Atomic Bomb (ang. Jak rozbroić bombę atomową) – album studyjny grupy U2, wydany w listopadzie 2004 (zob. 2004 w muzyce).
Producentem płyty był Steve Lillywhite, a została ona nagrana w HQ w Dublinie i na południu Francji.
Z okazji 20 lecia albumu, została wydana zremasterowana wersja albumu oraz 10 dodatkowych utworów jako How to Re-Assemble an Atomic Bomb.

## Lista utworów
1. „Vertigo” – 3:11
2. „Miracle Drug” – 3:54
3. „Sometimes You Can’t Make It on Your Own” – 5:08
4. „Love and Peace or Else” – 4:48
5. „City of Blinding Lights” – 5:47
6. „All Because of You” – 3:34
7. „A Man and a Woman” – 4:30
8. „Crumbs from Your Table” – 5:03
9. „One Step Closer” – 3:48
10. „Original of the Species” – 4:41
11. „Yahweh” – 4:22
12. „Fast Cars” – 3:44
  - Dodatkowy utwór umieszczony na edycjach japońskiej i brytyjskiej oraz we wszystkich regionach w edycji deluxe.

### Bonusowe DVD
- Dokument – U2 and 3 Songs
- Bonusowe widea:

1. „Sometimes You Can't Make it on Your Own” (nagranie studyjne)
2. „Crumbs From Your Table”
3. „Vertigo” (Temple Bar Mix)
4. „Sometimes You Can't Make it on Your Own” (mix akustyczny)
5. „Vertigo"

## Twórcy
Zespół U2
- Bono - wokale główne, dodatkowa gitara (utwory: 2, 9-11), pianino (utwór: 5)
- The Edge - gitara, chórki (utwory: 1, 4-7, 9, 11), pianino (utwory: 2, 4, 5, 10, 11), syntezator (utwory: 10, 11), keyboard (utwór: 3), dodatkowe wokale (utwory: 2, 3)
- Adam Clayton - bas
- Larry Mullen Jr. - perkusja, instrumenty perkusyjne, chórki (utwór: 2)

## Pozycje na listach i sprzedaż
| Kraj              | Pozycja | Status           | Sprzedaż   |
| ----------------- | ------- | ---------------- | ---------- |
| Argentyna         |         | Platyna          | 40 000+    |
| Australia         | 1       | 4x Platyna       | 280 000+   |
| Austria           | 1       | Platyna          | 30 000+    |
| Brazylia          |         | 2x Platyna       | 250 000+   |
| Dania             | 1       | 2x Platyna       | 60 000+    |
| Finlandia         | 1       | Złoto            | 21 348+    |
| Francja           | 1       | Platyna          | 300 000+   |
| Hiszpania         |         | 2x Platyna       | 200 000+   |
| Holandia          |         | Złoto            | 40 000+    |
| Irlandia          | 1       | 10x Platyna      | 150 000+   |
| Japonia           |         | Platyna          | 250 000+   |
| Kanada            |         | 5x Platyna       | 500 000+   |
| Meksyk            |         | Platyna          | 100 000+   |
| Niemcy            |         | Platyna/3x Złoto | 500 000+   |
| Norwegia          | 1       |                  |            |
| Nowa Zelandia     | 1       | 3x Platyna       | 45 000+    |
| Polska            |         | Złoto            | 20 000+    |
| Portugalia        |         | 3x Platyna       | 60 000+    |
| Stany Zjednoczone | 1       | 3x Platyna       | 3 000 000+ |
| Szwecja           | 1       | Platyna          | 60 000+    |
| Szwajcaria        | 1       |                  |            |
| Węgry             |         | Złoto            | 5000+      |
| Wielka Brytania   | 1       | 4x Platyna       | 1 200 000+ |